# Glow Up: Britain's Next Make-Up Star
Glow Up: Britain's Next Make-Up Star, souvent raccourci en Glow Up, est une émission de téléréalité britannique produite par Wall to Wall Media pour la chaîne BBC et distribuée à l'international par Netflix.
Présentée par Stacey Dolley pendant les première et deuxième saisons, par Maya Jama pendant les troisième et quatrième saison  et Leomie Anderson depuis la cinquième saison, l'émission est une compétition de maquillage au cours de laquelle les candidats sont soumis à différents défis et sont évaluées par un groupe de juges composé de Dominic Skinner, de Val Garland ainsi que d'invités spéciaux hebdomadaires.

## Format

### Défi professionnel
Lors de leur premier défi, les candidats sont emmenés dans un lieu spécial en dehors du studio principal où ils doivent effectuer une tâche précise, généralement pour une entreprise, comme un magazine ou une émission. À la fin du défi, les juges choisissent un à trois gagnants, qui gagnent le droit de participer à une expérience de maquillage exceptionnelle, ainsi que deux maquilleurs dont la performance était la moins bonne du défi.

### Défi créatif
Lors de leur deuxième défi, les candidats, dans le studio, doivent créer un maquillage créatif selon un thème précis annoncé et préparé par les candidats à l'avance. Les deux maquilleurs ayant été jugés les moins bons du premier défi sont assis dans une chaise rouge, sont donc en danger d'élimination et reçoivent un malus de quinze minutes sur la durée du défi. Si un candidat assis dans une chaise rouge réussit le deuxième défi, il n'est plus en danger d'élimination et est remplacé par un candidat moins performant lors du deuxième défi.

### Élimination
Dans le face-à-face éliminatoire, les candidats sont mis au défi de créer un maquillage sur une partie spécifique du visage et correspondant à un maquillage classique, comme créer le parfait trait d'eye-liner ou une parfaite bouche rouge. Le candidat le moins performant est éliminé tandis que le candidat sauvé conserve sa place dans la compétition.

### Juges deGlow Up: Britain's Next Make-Up Star
| Hôte            | Saison     | Saison     | Saison     |
| Hôte            | 1          | 2          | 3          |
| --------------- | ---------- | ---------- | ---------- |
| Dominic Skinner | Principal  | Principal  | Principal  |
| Val Garland     | Principale | Principale | Principale |

## Résumé des saisons
| Saison | Date de première diffusion | Date de dernière diffusion | Gagnant.e               | Second.e.s                     | Récompenses                                                 |
| ------ | -------------------------- | -------------------------- | ----------------------- | ------------------------------ | ----------------------------------------------------------- |
| 1      | 6 mars 2019                | 24 avril 2019              | Ellis Atlantis          | Nikki Patel Leigh Easthope     | - Un contrat d'assistant auprès des plus grands maquilleurs |
| 2      | 14 mai 2020                | 2 juillet 2020             | Ophelia Liu             | James Mac Inervey Eve Jenkins  | - Un contrat d'assistant auprès des plus grands maquilleurs |
| 3      | 20 avril 2021              | 8 juin 2021                | Sophia Baverstock       | Craig Hamilton Dolli Okoriko   | - Un contrat d'assistant auprès des plus grands maquilleurs |
| 4      | 11 Mai 2022                | 29 Juin 2022               | Yong-chi Marika Breslin | Lisa Street Kris Cannon        |                                                             |
| 5      | 2 Mai 2023                 | 21 Juin 2023               | Saphron                 | Roo Axel Artistries Kieran Cox |                                                             |

### Progression des candidats
|                    | Saison 1           | Saison 2            | Saison 3             |
| ------------------ | ------------------ | ------------------- | -------------------- |
| Première diffusion | 6 mars 2019        | 14 mai 2020         | 20 avril 2021        |
| Épisodes           | 8                  | 8                   | 8                    |
|                    |                    |                     |                      |
| Gagnante           | Ellis Atlantis     | Ophelia Liu         | Sophia Baverstock    |
| Seconde(s)         | Nikki Patel        | James Mac Inervey   | Craig Hamilton       |
| 3e Place           | Leigh Easthope     | Eve Jenkins         | Dolli Okiroko        |
| 4e Place           | Belinda Chatterton | Hannah Cunningham   | Jack Oliver          |
| 5e Place           | Tiffany Hunt       | Berny Ferr          | Ryley Isaac          |
| 6e Place           | Steph Harrison     | Brandon Gaunt       | Samah Say            |
| 7e Place           | Brana Alunan       | Jake Oakley         | Alex Ogden Clark     |
| 8e Place           | Paige Cole         | Keziah Joy Saunders | Xavi Guillaume       |
| 9e Place           | Mathieu Dausmann   | Shanice Croasdaile  | Elliott Banks        |
| 10e Place          | Dina Schofield     | Ashley H. Mac       | Nicole "Nic" Marilyn |

 Le candidat a abandonné la compétition.

### Saison 1 (2019)
La première saison de Glow Up: Britain's Next Make-Up Star est diffusée pour la première fois sur la chaîne BBC Three du 6 mars au 24 avril 2019.
Le gagnant de la saison est Ellis Atlantis, avec en second Nikki Patel et en troisième Leigh Easthope, se faisant éliminé à l'issue du défi professionnel.

### Saison 2 (2020)
La deuxième saison de Glow Up: Britain's Next Make-Up Star est diffusée pour la première fois sur la chaîne BBC Three du 14 mai au 2 juillet 2020.  
La gagnante de la saison est Ophelia Liu, avec en second James Mac Inervey et troisième Eve Jenkins, se faisant éliminée à l'issue du défi professionnel.

### Saison 3 (2021)
La troisième saison de Glow Up: Britain's Next Make-Up Star est diffusée pour la première fois sur la chaîne BBC Three du 20 avril au 8 juin 2021. 
La gagnante de la saison est Sophie Baverstock, avec en second Craig Hamilton et en troisième Dolli Okiroko, se faisant éliminée avant le dernier défi face-off.

### Saison 4 (2022)
La quatrième saison de Glow Up: Britain's Next Make-Up Star est diffusée pour la première fois sur la chaîne BBC Three du 11 Mai au 29 juin 2022.
La gagnante de la saison est Yong-Chin Marika Breslin, avec comme seconds Lisa Street et Kris Cannon.

### Saison 5 (2023)
La cinquième saison de Glow Up: Britain's Next Make-Up Star est diffusée pour la première fois sur la chaîne BBC Three du 2 Mai au 21 juin 2023.
La gagnante de la saison est Saphron, avec comme seconds, Roo et Axel Artistries. Pour la 1re fois, 4 candidats ont participé au dernier défi créatif, Kieran Cox se faisant toutefois éliminé avant le défi de la Masterclass.